# Dikesstrejken vid Sandbysjön
Dikesstrejken vid Sandbysjön var en arbetskonflikt i Västlands kommun åren 1938–1942. Efter att bruket efter många år lagt ned sin verksamhet föreslog Verner Mattsson, lantbrukare och kommunfullmäktigeledamot från Sandby, att kommunen skulle avhjälpa arbetslösheten på platsen genom att bekosta en utdikning av Sandbysjön. Detta skulle dels ge arbetstillfällen men också medföra att stora vattendränkta arealer mark skulle kunna uppodlas av traktens bönder.
Då arbetet inleddes visade det sig dock att förtjänsten för de arbetande var låg, och framställan gjordes därför om en höjning med 10 öre per timme. Bondeförbundets representanter i fullmäktige godtog detta, men saknade den majoritet som krävdes för att kunna genomdriva lönehöjningen. De arbetande – reformistiskt såväl som syndikalistiskt organiserade samt oorganiserade, 30 man totalt – beslutade efter ett gemensamt möte om frågan att lägga ned arbetet och förklara det satt i blockad, till dess att en uppgörelse med kommunen kunde nås. Striden varade därefter i tre och ett halvt år, innan kommunen slutligen gav med sig.